# Komm auf Tour – meine Stärken, meine Zukunft
komm auf Tour – meine Stärken, meine Zukunft ist ein 2006 eingeführtes bundesweites Programm der Bundeszentrale für gesundheitliche Aufklärung (BZgA) und der Bundesagentur für Arbeit für Jugendliche der 7. und 8. Klassenstufen aller Schulformen zur interaktiven Stärkenentdeckung mit den inhaltlichen Thematiken der Berufsorientierung und der Lebensplanung.

## Aufgabe
Zum angesprochenen Personenkreis des Programms gehören Schüler, Lehrpersonal, Eltern und Partner des BZgA.
Die Jugendlichen durchlaufen in vier Gruppen (mono- oder koedukativ) einen sechs Stationen umfassenden Erlebnisparcours, wo spielerisch eigene Stärken und Interessen entdeckt werden sollen. Durch unterschiedliche Aufgabenstellungen werden die Schüler dabei unterstützt, Eigen- und Fremdbilder wahrzunehmen und zu entdecken. Der Ansatz ist ressourcen – und stärkenorientiert und soll den Selbstwert der Schüler steigern.
Lehrkräfte und weiteres pädagogisches Personal erhält während der Veranstaltung methodische Anregungen zur Vor- und Nachbereitung. Hierzu zählt ein vorbereitender Workshop sowie ein Lehrkräftebegleitheft mit methodischen Anregungen und Materialien. Die Veranstaltung selbst kann ferner genutzt werden, um Kontakte zu außerschulischen Institutionen aus den Bereichen Berufsorientierung und Lebensplanung zu knüpfen.
Eltern werden mit einem mehrsprachigen Elternbrief über die Veranstaltung und das Projekt informiert und zu einer Informationsveranstaltung eingeladen, bei der das Projekt, seine Inhalte und Ziele sowie die sechs Parcoursstationen vorgestellt werden. Außerdem präsentieren sich regionale Kooperationspartner der Berufsorientierung und Lebensplanung.

## Organisation
Für die konzeptionelle Weiterentwicklung, die regionale Umsetzung des Projektes sowie die vertraglichen und finanziellen Vereinbarungen hat die Bundeszentrale für gesundheitliche Aufklärung (BZgA) an die Agentur Sinus – Büro für Kommunikation GmbH als Projektträger abgegeben.
Derzeit wird das Projekt komm auf Tour – meine Stärken, meine Zukunft in den folgenden Bundesländern durchgeführt:
- Baden-Württemberg[12]
- Berlin[13]
- Brandenburg[14]
- Mecklenburg-Vorpommern[15]
- Nordrhein-Westfalen[16]
- Sachsen[17] und weitere.

In Verbindung mit Landeskooperationen bzw. direkten Kooperationen mit Städten und Landkreisen kann das Angebot komm auf Tour – meine Stärken, meine Zukunft sowie weiterführende Veranstaltungen von Schulen und außerschulischen Institutionen gebucht werden (wie z. B. freizeitpädagogische Angebote, Jugend- und Stadtteilarbeit, interkulturelle Veranstaltungen, Filmvorführungen usw.).